# Rockcliffe
Rockcliffe – wieś i civil parish w Anglii, w Kumbrii, w dystrykcie (unitary authority) Cumberland. Leży 8 km na północny zachód od miasta Carlisle i 427 km na północny zachód od Londynu. W 2011 roku civil parish liczyła 779 mieszkańców.